# Martin Žugelj
Martin Žugelj, slovenski partizan, častnik in prvoborec, * 9. november 1909, † 21. januar 1977, Piran.
Leta 1941 je vstopil v NOB. Kot odposlanec se je udeležil Zbora odposlancev slovenskega naroda v Kočevju.

## Napredovanja
- rezervni kapetan JLA (?)

## Odlikovanja
- red zaslug za ljudstvo II. stopnje (2x)
- red bratstva in enotnosti II. stopnje (2x)
- partizanska spomenica 1941